# Adinandra brefeldii
Adinandra brefeldii là một loài thực vật có hoa trong họ Pentaphylacaceae. Loài này được Koord. mô tả khoa học đầu tiên năm 1898.